# محوطه خرزن پشت
محوطه خرزن پشت مربوط به سدهٔ ۲ و ۳ ه‍.ق است و در شهرستان ماسال، بخش مرکزی، دهستان ماسال، روستای شمبه را واقع شده و این اثر در تاریخ ۲۶ دی ۱۳۸۶ با شمارهٔ ثبت ۲۰۶۱۱ به‌عنوان یکی از آثار ملی ایران به ثبت رسیده است.